# Arenzhain

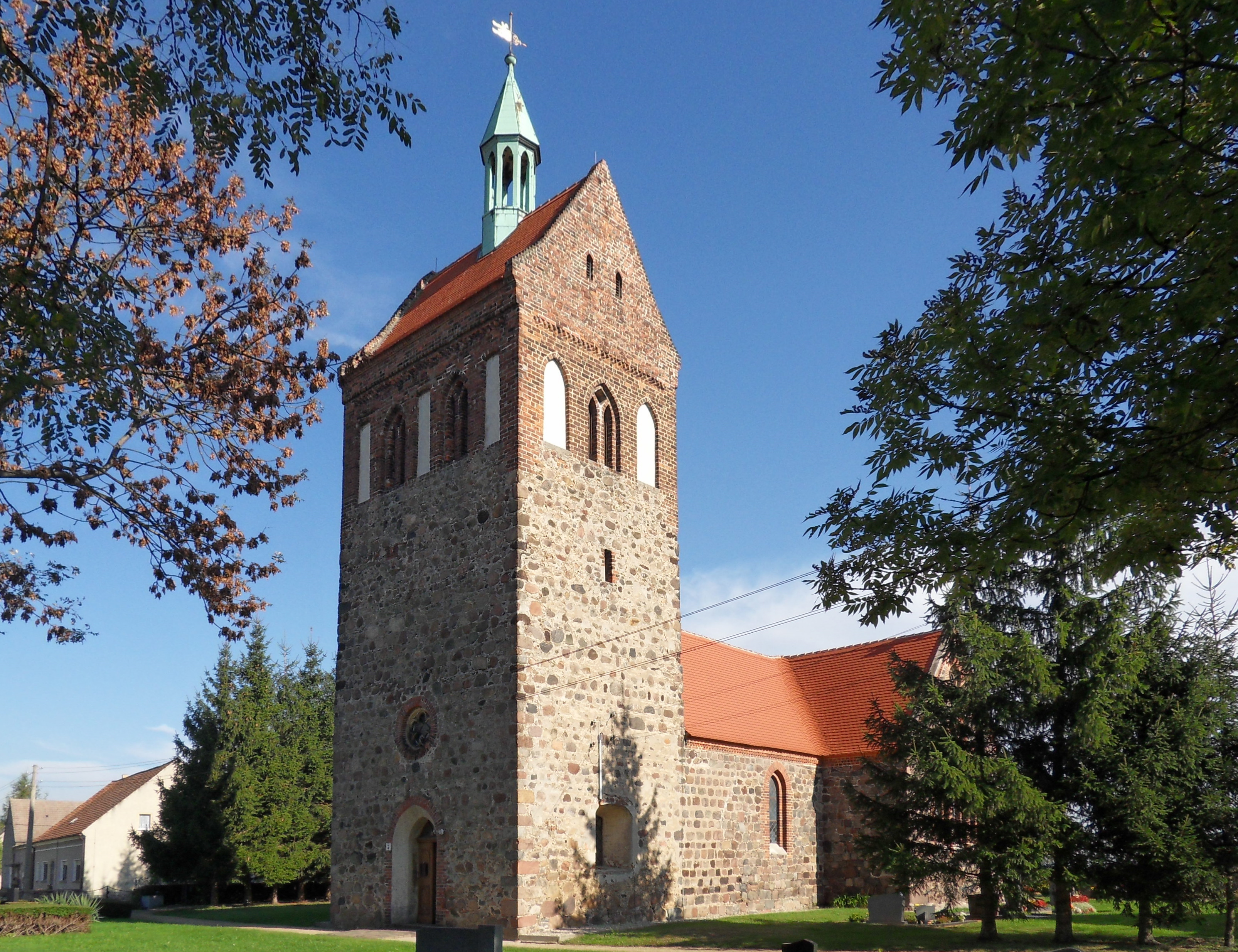
Kirche

Arenzhain ist ein Ortsteil der Stadt Doberlug-Kirchhain im südbrandenburgischen Landkreis Elbe-Elster.

## Lage
Der Ortsteil Arenzhain liegt etwa 4 km nordwestlich von Doberlug-Kirchhain an der L 70 in Richtung der Stadt Dahme.

## Geschichte
Die Ersterwähnung des Dorfes geht zurück auf den 25. Juli 1298 in einer Urkunde von Otto IV. von Ileburg als Arnoldishain. Es bedeutet so viel wie „Rodungssiedlung des Arnold“.

### Eingemeindung
Arenzhain wurde am 26. Oktober 2003 nach Doberlug-Kirchhain eingemeindet.

### Bevölkerungsentwicklung
| Einwohnerentwicklung von Arenzhain ab 1875 bis 2011 | Einwohnerentwicklung von Arenzhain ab 1875 bis 2011 | Einwohnerentwicklung von Arenzhain ab 1875 bis 2011 | Einwohnerentwicklung von Arenzhain ab 1875 bis 2011 | Einwohnerentwicklung von Arenzhain ab 1875 bis 2011 | Einwohnerentwicklung von Arenzhain ab 1875 bis 2011 | Einwohnerentwicklung von Arenzhain ab 1875 bis 2011 | Einwohnerentwicklung von Arenzhain ab 1875 bis 2011 | Einwohnerentwicklung von Arenzhain ab 1875 bis 2011 | Einwohnerentwicklung von Arenzhain ab 1875 bis 2011 | Einwohnerentwicklung von Arenzhain ab 1875 bis 2011 | Einwohnerentwicklung von Arenzhain ab 1875 bis 2011 | Einwohnerentwicklung von Arenzhain ab 1875 bis 2011 | Einwohnerentwicklung von Arenzhain ab 1875 bis 2011 |
| Jahr                                                | Einwohner                                           |                                                     | Jahr                                                | Einwohner                                           |                                                     | Jahr                                                | Einwohner                                           |                                                     | Jahr                                                | Einwohner                                           |                                                     | Jahr                                                | Einwohner                                           |
| --------------------------------------------------- | --------------------------------------------------- | --------------------------------------------------- | --------------------------------------------------- | --------------------------------------------------- | --------------------------------------------------- | --------------------------------------------------- | --------------------------------------------------- | --------------------------------------------------- | --------------------------------------------------- | --------------------------------------------------- | --------------------------------------------------- | --------------------------------------------------- | --------------------------------------------------- |
| 1875                                                | 332                                                 |                                                     | 1946                                                | 441                                                 |                                                     | 1989                                                | 211                                                 |                                                     | 1995                                                | 210                                                 |                                                     | 2007                                                | 188                                                 |
| 1890                                                | 356                                                 |                                                     | 1950                                                | 373                                                 |                                                     | 1990                                                | 212                                                 |                                                     | 1996                                                | 204                                                 |                                                     | 2011                                                | 207                                                 |
| 1910                                                | 342                                                 |                                                     | 1964                                                | 297                                                 |                                                     | 1991                                                | 213                                                 |                                                     | 1997                                                | 207                                                 |                                                     |                                                     |                                                     |
| 1925                                                | 338                                                 |                                                     | 1971                                                | 283                                                 |                                                     | 1992                                                | 209                                                 |                                                     | 1998                                                | 208                                                 |                                                     |                                                     |                                                     |
| 1933                                                | 297                                                 |                                                     | 1981                                                | 243                                                 |                                                     | 1993                                                | 207                                                 |                                                     | 1999                                                | 213                                                 |                                                     |                                                     |                                                     |
| 1939                                                | 297                                                 |                                                     | 1985                                                | 235                                                 |                                                     | 1994                                                | 207                                                 |                                                     | 2000                                                | 212                                                 |                                                     |                                                     |                                                     |

## Kultur und Sehenswürdigkeiten

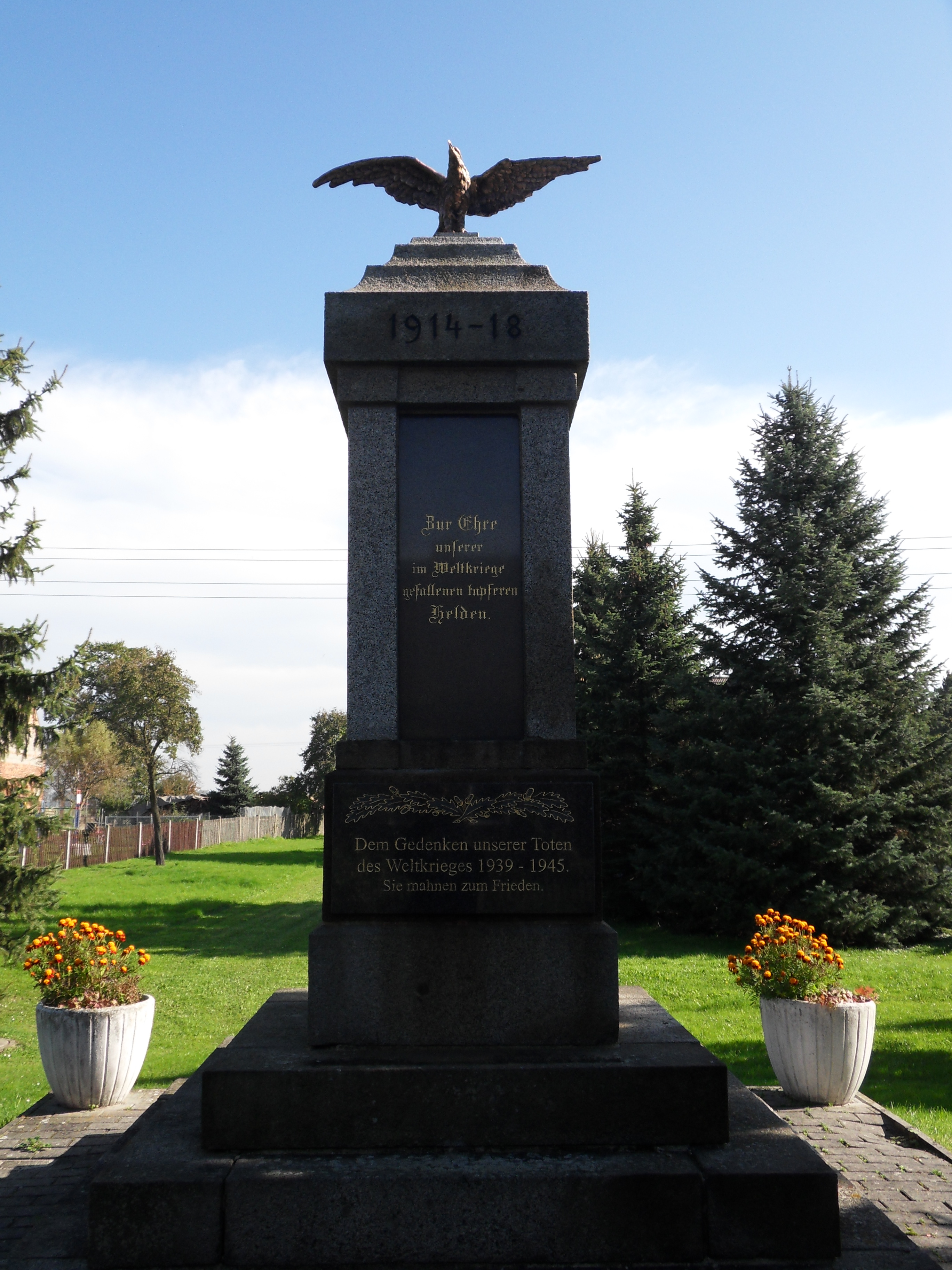
Kriegerdenkmal

Die Dorfkirche ist denkmalgeschützt. Im Ort befindet sich ein Kriegerdenkmal für die Gefallenen des Ersten Weltkriegs.